# بديلة بنت مسلم
بديلة بنت مسلم، اختلف في اسمها، فقيل: بديلة بنت مسلم بن عميرة بن سلمى الحارثية. وقيل: تويلة بنت أسلم، وقيل: نويلة بنت أسلم، وقال ابن الأثير: الاسم واحد، والباقي تصحيف، والله أعلم.
وهي صحابية مبايعة صلت القبلتـين، روى عنها جعفر بن محمود بن محمد بـن مسلمة أنها قـالت: بينما أنا فـي بني حارثة نصلي، فقـال عباد بن بشر: إن الرسول ﷺ قد استقبـل البيت الحرام أو الكعبة فتحول الرجال مكان النساء، والنساء مكان الرجال، فصلوا السجدتين الباقيتين نحو الكعبة (قال ابن حجر: جاء هذا الحديث بروايتين: رواية إسحاق بن إدريس، ورواية إبراهيم بن حمزة، وهو أوثق).